# پورت جرویس (نیویورک)
پورت جرویس (به انگلیسی: Port Jervis) شهری در شهرستان اورنج ایالت نیویورک است که در سرشماری سال ۲۰۱۰ میلادی، ۸۸۶۰ نفر جمعیت داشته است. پورت جرویس، به‌طور رسمی در تاریخ ۱۹۰۷ میلادی به‌عنوان یک شهر شناخته شد.

## نگارخانه

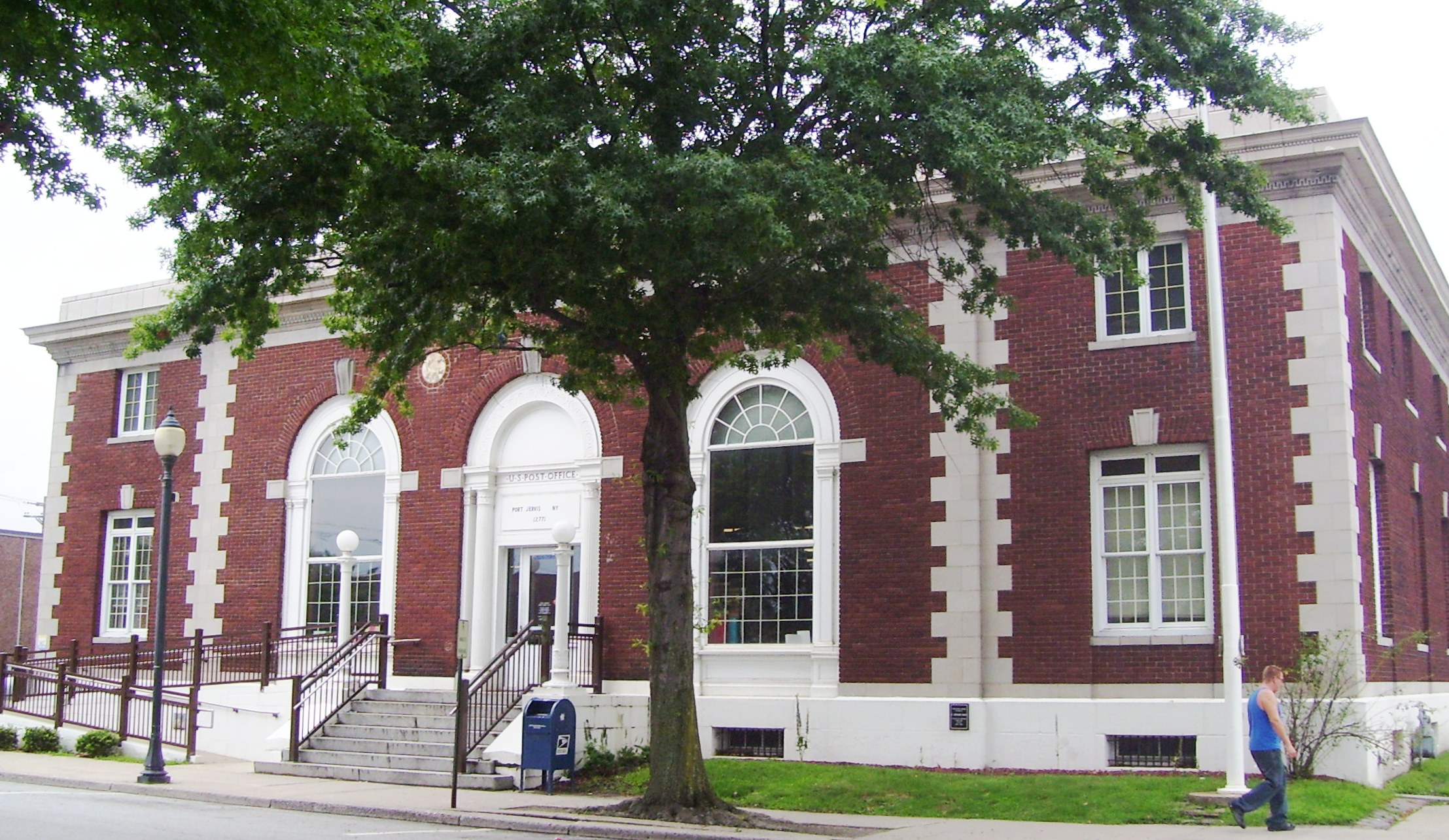
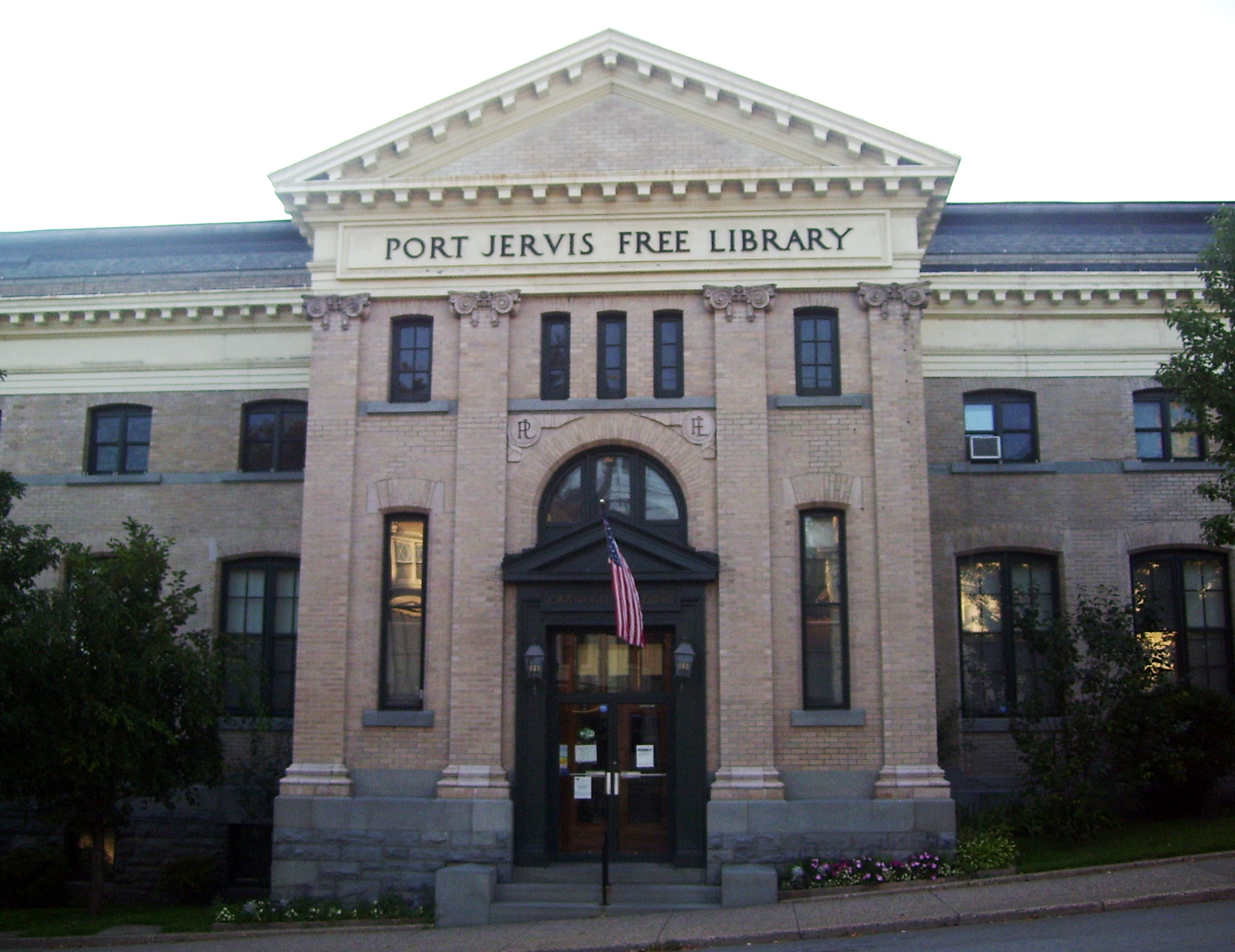
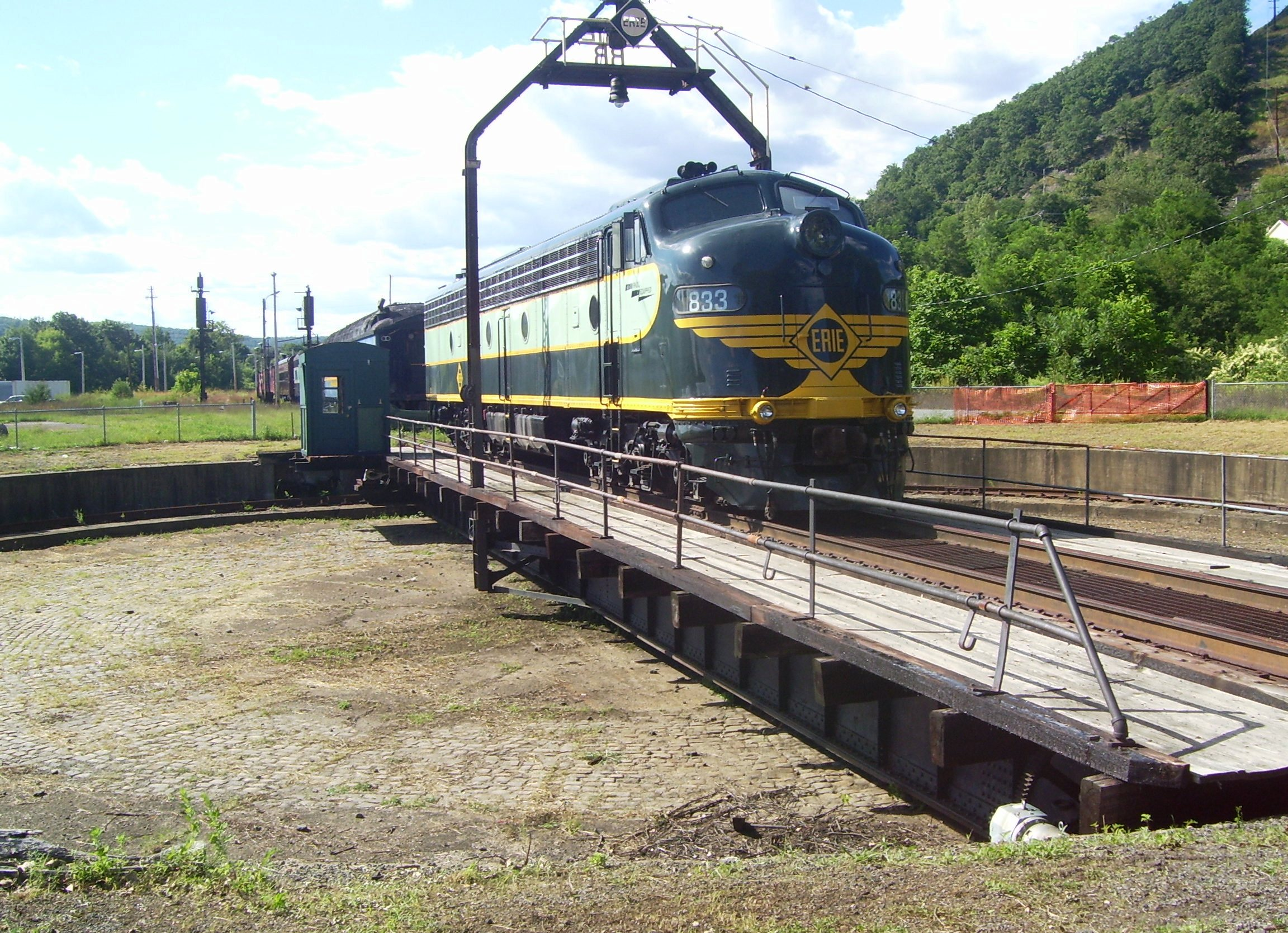
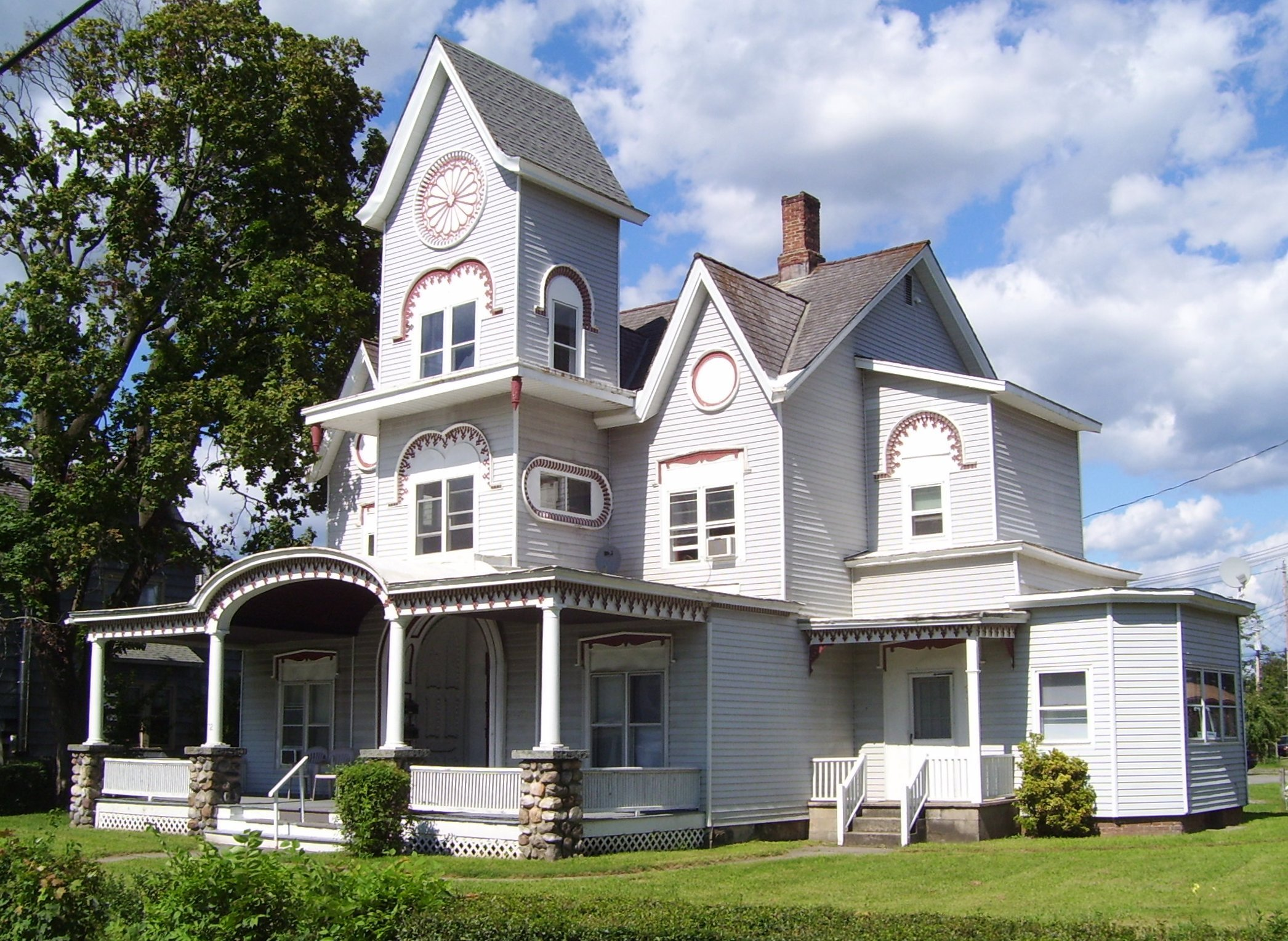
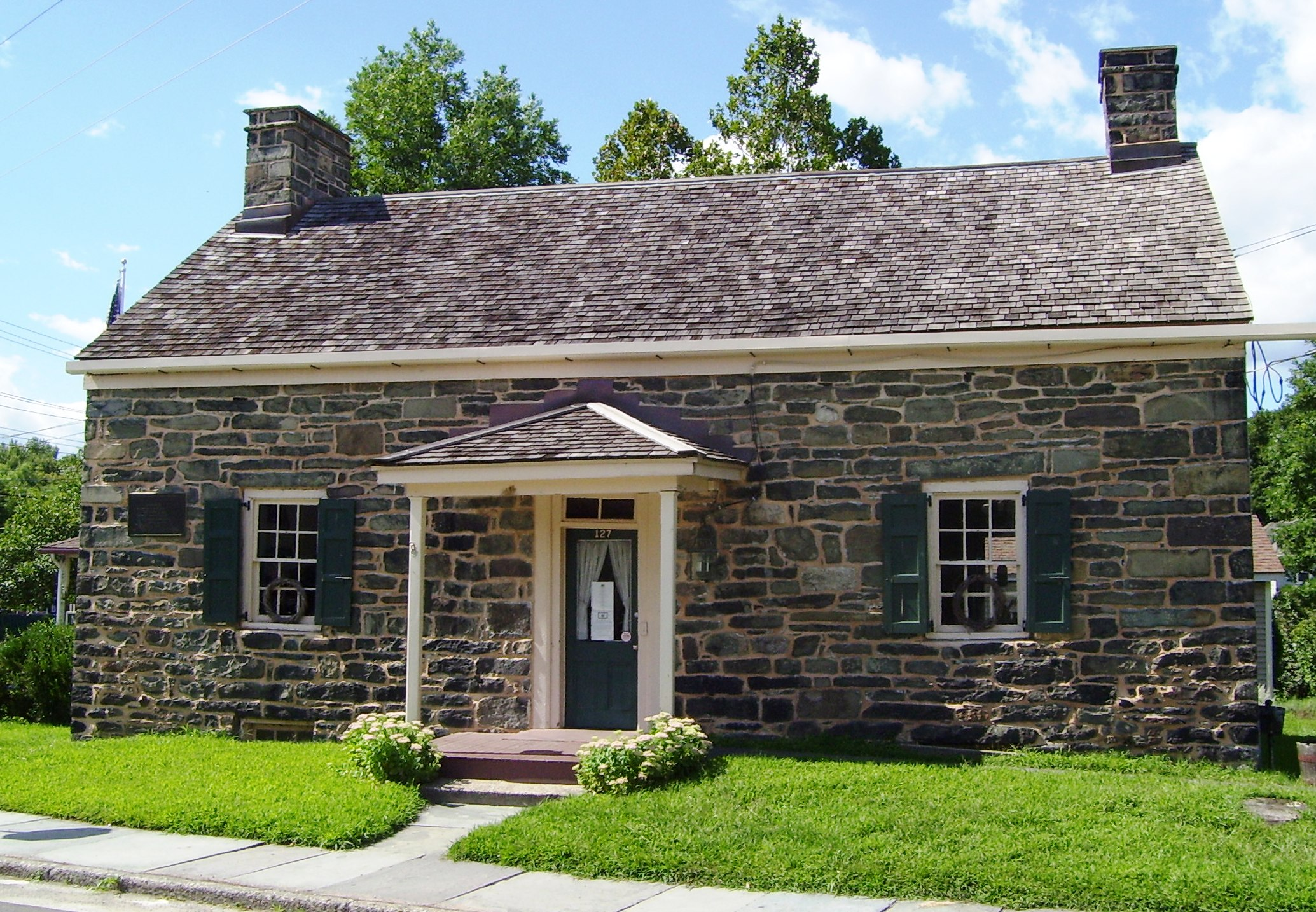